# Sanji Hōzawa
Aquest autor és citat en taxonomia animal amb el nom «Hōzawa».
Sanji Hōzawa (Japó, 18?? – 19??) va ser un espongiòleg i biòleg marí. Va treballar a la Universitat Imperial de Tōhoku, a Sendai. Hôzawa va descriure i nomenar 54 taxons, com ara Leuconia dura (Hōzawa, 1929). Diversos taxons han estat dedicats a la seva memòria: Thysanocardia hozawai (Sato, 1937), Vosmaeropsis hozawai (Borojecic & Klautau, 2000) o Stylostomum hozawai (Kato, 1939).